# 普雷斯頓 (喬治亞州)
普雷斯頓（英語：Preston）是一個位於美國喬治亞州韋伯斯特縣的城市。根據2010年美國人口普查，該地人口為453人，而該地的面積約為11.70平方千米。同時該地也是韋伯斯特縣的縣治。

## 地理
普雷斯頓的座標為32°03′39″N 84°32′18″W / 32.06083°N 84.53833°W，而該地的平均海拔高度為140米（即459英尺）。